# ام‌اف دوم
دانیل دومیله (تلفظ ‎/ˈduːmɪleɪ/‎ doo-MIH-lay; ۹ ژانویه ۱۹۷۴ – ۳۱ دسامبر ۲۰۲۰) که با نام هنری «ام‌اف دوم» شناخته می‌شود، هنرمند انگلیسی-آمریکایی هیپ هاپ بود. او موزیک‌هایش را با چندین نام مستعار اجرا کرد که مهم‌ترین آن‌ها همین لقب «ام‌اف دوم» بود. دومیله در اواخر دهه ۱۹۸۰ و در عصر طلایی هیپ هاپ شروع به کار کرد و در اوایل قرن ۲۱ با آن استایل کمیک‌بوکی خود و سبک خاصش در بازی با کلمات، تبدیل به چهرهٔ اصلی هیپ هاپ زیرزمینی تبدیل شد. پس از مرگ، ورایتی وی را «یکی از چهره‌های مشهور، غیرقابل پیش‌بینی و معمایی در هیپ هاپ مستقل» خواند.

## زندگی شخصی
دومیله در ۹ ژانویه ۱۹۷۱ در لندن متولد شد و پسر یک مادر ترینیدادی و یک پدر زیمباوه‌ای است. او گفته که مادرش در آمریکا او را باردار بوده و به‌طور اتفاقی در لندن متولد شده، زیرا مادرش به دیدار خانواده رفته بوده است. در دوران کودکی، دومیله با خانواده‌اش به لانگ آیلند، نیویورک نقل مکان کرد. وی در لانگ بیچ نیویورک بزرگ شد، اما همچنان شهروند انگلیس بود و هرگز تابعیت آمریکا را به دست نیاورد. وی گفته است که هیچ خاطره‌ای از کودکی خود در لندن ندارد و والدینش هیچ ارتباطی با هویت فرهنگی انگلیس ندارند.
دومیله پس از کلاس سوم در تابستان‌ها به فعالیت به‌عنوان دی جی می‌پرداخت و از کودکی طرفدار و گردآورندهٔ کتاب‌های کمیک بود.
پس از یک تور بین‌المللی در سال ۲۰۱۰، از ورود دومیله به آمریکا جلوگیری شد زیرا هرگز تابعیت آمریکا را نگرفته بود. او از سال ۲۰۱۲، بدون همسر و سه فرزندش در لندن زندگی می‌کرد. دومیله در پاسخ گفت که «کارش با ایالات متحده تمام شد و مسئلهٔ بزرگی نیست!»
در دسامبر سال ۲۰۱۷، دومیله در اینستاگرام اعلام کرد که پسر ۱۴ ساله وی درگذشته است.

## زندگی هنری
وی فعالیت موسیقی خود را از سال ۱۹۸۸ به عنوان عضوی از گروه سه‌گانه KMD آغاز کرد. او در این گروه، با اسم مستعار zev love x به رپ کردن می‌پرداخت. در این زمان برادرش «دینگیلیزوئه» هم با او همکاری می‌کرد و اسم هنری خودش را «دی‌جی ساب‌راک» گذاشته بود. اولین آلبوم گروه به‌نام «آقای هود» سال ۱۹۹۱ با «کمپانی الکترا» منتشر شد. بعد از آن، گروه مشغول ضبط آلبوم دومشان به‌نام «حرامزاده‌های سیاه» بودند که خبر رسید ساب‌راک در یک تصادف کشته شده‌است. بعد از این اتفاق، کمپانی از پخش نسخه ضبط‌شده آن آلبوم صرف‌نظر کرد. از آن به بعد، دومیله برای مدتی خودش را از جمع و رسانه‌ها کنار کشید اما در تنهایی‌اش علاوه بر وقت گذراندن با پسرش، همچنان روی موزیک‌هایش کار می‌کرد. گروه نیز بعداً در سال ۱۹۹۳ منحل شد.
تا اینکه دوباره در سال ۱۹۹۷ دومیله با تک‌آهنگی به اسم dead bent برگشت. او به‌عنوان خوانندهٔ این اثر برای اولین‌بار با لقب «دومِ صورت آهنی» کارش را منتشر کرد.
در سال ۱۹۹۹ حوالی زمان انتشار آلبوم Operation: doomsday بود که دومیله دیگر شروع به مخفی کردن صورتش در انظار عمومی کرد. او اوایل از یک ماسک جورابی شبیه چیزی که دزدها روی سرشان می‌کشند استفاده می‌کرد و مدتی بعد، سراغ ماسک فلزی رفت. آلبوم تازه‌اش را هم با تصویر یک مرد نقابدار روی کاور منتشر کرد و از آن به بعد، دیگر «نقاب» تبدیل به امضا و برند دومیله شده بود.
در سال ۲۰۰۹ در مصاحبه‌ای با نیویورکر، دومیله گفت که از وقتی دیگر فعالیتش فقط به استودیو محدود نبوده و کارش به استیج و ارتباط نزدیک با مردم رسیده، دیگر استفاده از ماسک را ضروری می‌داند. او ادامه داد:
«فقط می‌خواستم برم روی استیج بخوانم و بیام، بدون اینکه باعث شم مردم درباره‌م حتی به چیزای عادی‌ای که معمولاً به ذهنشان می‌رسه فکر کنن. همیشه تصویر و ظاهر آدم هست که اولین تأثیر رو روی مخاطب می‌گذاره. برای همین تصمیم گرفتم که خودم تصویری که مخاطب اولین‌بار ازم می‌بینه رو کنترل کنم و اینجوری کنترل کل ماجرای شهرتم رو دستم بگیرم. خب پس ماسک زدنو انتخاب کردم. چرا که نه؟»
با تثبیت شخصیت ام‌اف دوم، او دیگر به ندرت در انظار عمومی بدون ماسک ظاهر می‌شد. ماسک فلزی او شبیه شخصیت ابرشرور دکتر دوم در مارول کامیکس است که در جلد آلبوم انفرادی عملیات: روز رستاخیز در سال ۱۹۹۹ به تصویر کشیده شده‌است.
پرکارترین دورهٔ دومیله در اوایل دهه ۲۰۰۰ بود، زمانی که او بین سال‌های ۲۰۰۳ و ۲۰۰۵ چهار آلبوم استودیویی و دو آلبوم مشترک با استفاده از نام ام‌اف دوم و همچنین نام‌های مستعار کینگ گیدورا و ویکتور وان منتشر کرد. یکی از آلبوم‌های منتشرشده از او در سال ۲۰۰۴ MM... Food نام دارد. ویژگی جالب اسم این آلبوم، این است که از جابه‌جا کردن حروف اسم هنری او ساخته شده‌است. او در این آلبوم به رپ کردن و شوخی با مضمون‌هایی مربوط به غذا پرداخت. خودش بعداً در مصاحبه‌ای گفت که تصمیم داشته از این طریق احترامش به زندگی انسانی را نشان بدهد. او همان سال به تریبون خبری شیکاگو گفت:
«من بیشتر اهل نوشتنم تا فری‌استایل کردن. دوست دارم خودم شعرم را بنویسم و روی جزئیاتش کار کنم. من خودم را یک مؤلف می‌دانم.»
ویکتور وان شخصیت دیگری است که توسط دومیله خلق شده. این شخصیت نسخهٔ جوان‌تر ام‌اف دوم در دنیایی موازی است که در آن هیپ‌هاپ غیرقانونی شمرده شده می‌شود. ویکتور در جستجوی هیپ‌هاپ واقعی به دنیای ام‌اف دوم سفر می‌کند تا خودش را به عنوان یک «ام‌سی» ثابت کند؛ بنابراین قافیه‌ها و صدا و لحنش مانند ام‌اف دوم نیست. در حالی‌که ام‌اف دوم با اعتماد به‌نفس، گوش‌خراش و اغلب به صورت سوم شخص تصاویر را برای مخاطب نقاشی می‌کند. در آن طرف ویکتور خام و به دنبال اثبات توانایی‌هایش است و به صورت اول شخص احساسات خود را در این باره با مخاطب در میان می‌گذارد. تنوع شخصیت‌ها به دومیله کمک می‌کند تا از نقطهٔ امنش خارج شود «هر بار به اندازهٔ کافی جذابه، حتی اگه شخصیت‌شو عوض کنه». در ترانهٔ «دلقک شیک‌پوش» ویکتور به دوست‌دخترش زنگ می‌زند و متوجه می‌شود که او با ام‌اف دوم به او خیانت کرده‌است. روایت به دو شخصیت اجازه می‌دهد که روی هم اثر بگذارند و یک داستان چندلایه را با احساسات پیچیده‌ای مثل حسادت در دنیای خیالی‌ای که در آن با هم شریک‌اند ببافند.
دومیله نه تنها شخصیت می‌سازد و داستان‌شان را تعریف می‌کند، بلکه مانند آن‌که رپر واقعی باشند، آنان را درگیر نمایش می‌کند. ام‌اف دوم در مصاحبه‌ای این را تأیید کرد «الان ام‌اف دوم و ویکتور با هم مشکل دارن، فک کنم اون به موفقیت ام‌اف دوم حسادت می‌کنه». کسانی که توانایی بیان کردن تجربه‌ها و خصوصیات خود را دارند می‌توانند برتری یکی از شخصیت‌ها را ببینند.

## مرگ
در تاریخ ۳۱ دسامبر ۲۰۲۰، همسر دومیله در شبکه‌های اجتماعی اعلام کرد که وی در ۳۱ اکتبر در سن ۴۹ سالگی درگذشت. نماینده وی مرگ را تأیید کرد. علت مرگ اعلام نشده‌است. نکته‌ی عجیب این است که علاوه بر اعلام نشدن علت مرگ، هیچ‌کس هنوز عنوان نکرده چرا این خبر را به‌مدت دوماه، از مردم مخفی کرده بودند؟ تعداد زیادی از هنرمندان و نوازندگان نسبت به مرگ او واکنش نشان داده و ادای احترام کردند.

## آلبوم‌های استودیویی تک‌نفره
- عملیات: روز رستاخیز (۱۹۹۹)
- مرا پیش رهبر خود ببر (۲۰۰۳) (با نام مستعار کینگ گیدورا)
- وادویل شرور (۲۰۰۳) (با نام مستعار ویکتور وان)
- شرور سمی (۲۰۰۴) (با نام مستعار ویکتور وان)
- امم... غذا (۲۰۰۴)
- این‌جوری به دنیا آمده است (۲۰۰۹)

## آلبوم‌های استودیویی مشترک
- مدولنی (۲۰۰۴) (به‌همراه مدلیب و مدویلیان)
- گیاهان مخصوص + ادویه‌جات جلد ۱ (۲۰۰۴) (به‌همراه ام‌اف گریم)
- موش و ماسک (۲۰۰۵) (به‌همراه دنجر ماوس با نام مستعار دنجر دوم)
- کلیدی برای عکس‌های دختران در حال شاشیدن (۲۰۰۴) (به‌همراه جنیرو جرل با نام مستعار جی‌جی دوم)
- نهروین دوم (۲۰۰۴) (به‌همراه بیشاپ نهرو با نام مستعار نهروین دوم)
- زارفیس با صورت‌فلزی ملاقات می‌کند (۲۰۰۴) (به‌همراه زارفیس)